# 3752 Camillo
3752 Camillo este un asteroid descoperit pe 15 august 1985 de Eleanor Helin și Maria Barucci.